# Vershire
Vershire es un pueblo ubicado en el condado de Orange en el estado estadounidense de Vermont. En el año 2010 tenía una población de 730 habitantes y una densidad poblacional de 7.72 personas por km².

## Geografía
Vershire se encuentra ubicado en las coordenadas 43°56′54″N 72°19′15″O / 43.94833, -72.32083.

## Demografía
Según la Oficina del Censo en 2000 los ingresos medios por hogar en la localidad eran de $37,132 y los ingresos medios por familia eran $40,714. Los hombres tenían unos ingresos medios de $31,833 frente a los $25,000 para las mujeres. La renta per cápita para la localidad era de $16,161. Alrededor del 13.4% de la población estaba por debajo del umbral de pobreza.